# دریاچه توهلا
دریاچه توهلا (به استونیایی: Tõhela järv) دریاچه‌ای در شهرستان پارنو در کشور استونی است.
مساحت این دریاچه ۴٫۰۱ کیلومتر مربع است و عمق آن از ۱٫۳ متر تا ۱٫۵ متر متغیر است.